# Ministrymon
Ministrymon là một chi bướm ngày thuộc họ Lycaenidae.

## Hình ảnh

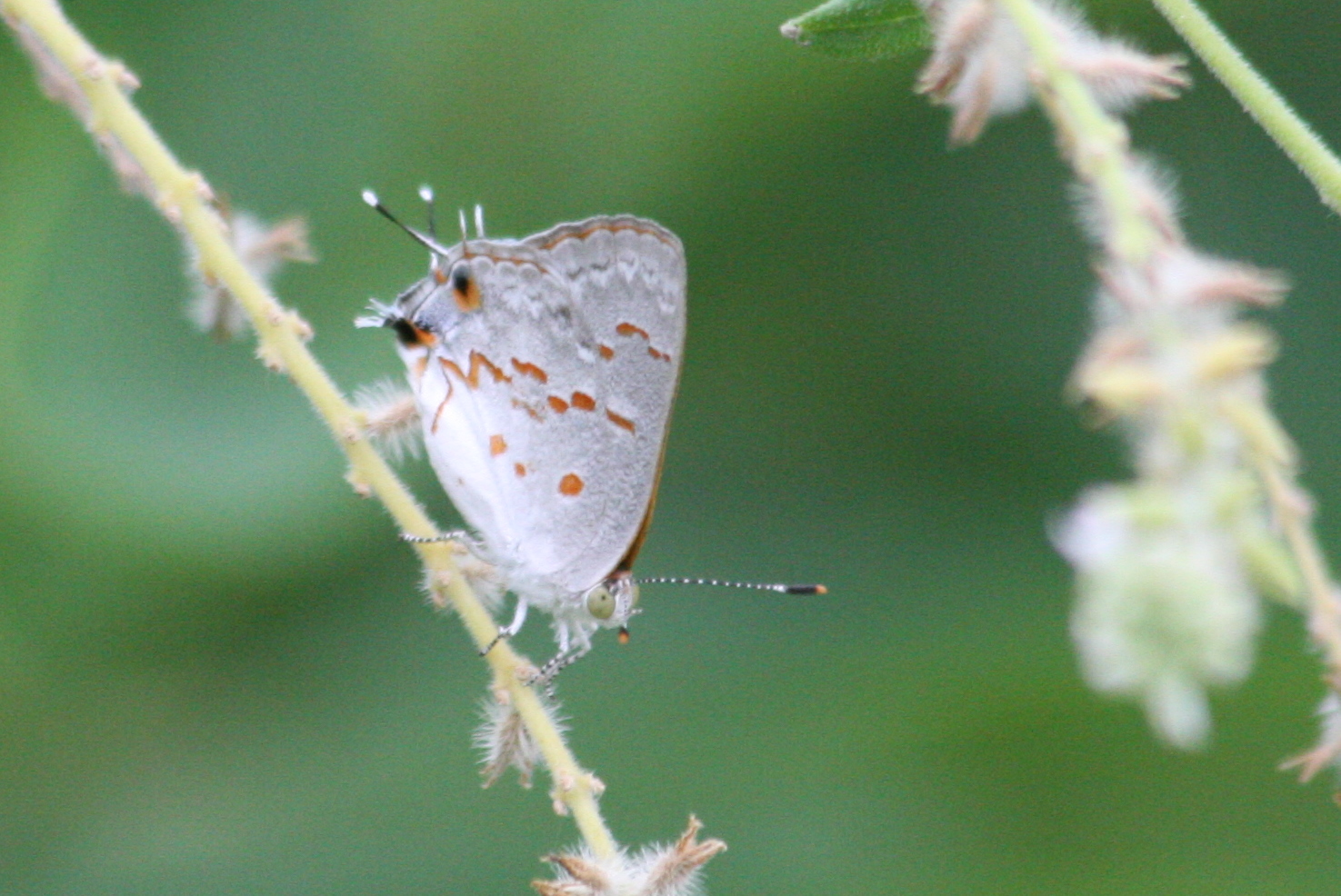
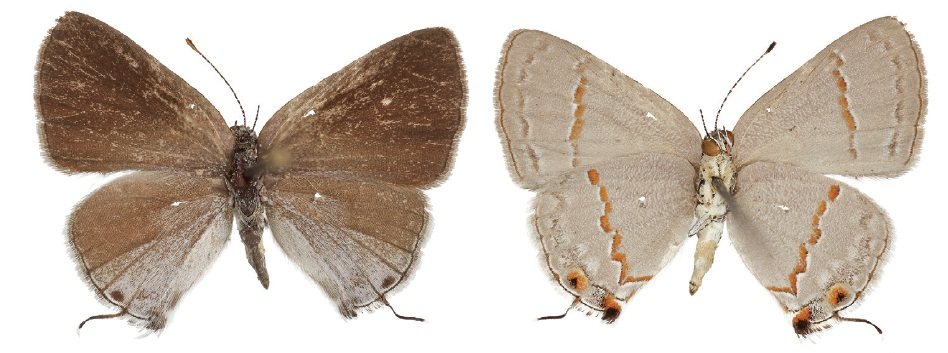
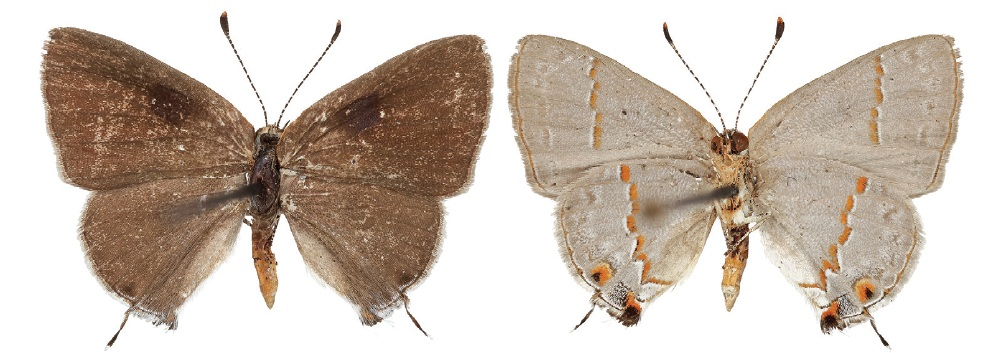
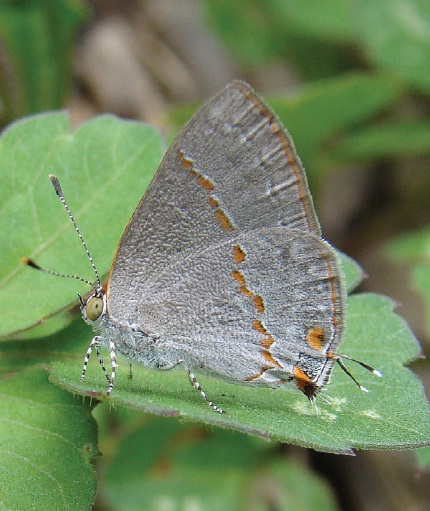